# Mile 2
Das Mile 2 Central Prison, kurz Mile 2, ist das Zentralgefängnis im westafrikanischen Staat Gambia.

## Lage und Beschreibung
Mile 2 liegt 3,2 Kilometer (also zwei englische Meilen) von der Hauptstadt Banjul entfernt und wurde 1920 eröffnet. Der Gebäude-Komplex liegt auf einem rund 16.000 m² großen Gelände unmittelbar am Banjul-Serekunda Highway. Es hat eine Kapazität von 500 Häftlingen und wird vom Gambia Prison Service verwaltet.

## Geschichte
In der Zeit der Präsidentschaft Yahya Jammehs, berichtet die Organisation Amnesty International (ai) in ihren Jahresberichten regelmäßig, dass der nationale Geheimdienst National Intelligence Agency (NIA) Häftlinge, die zum Teil auch politische Gefangene sind, mehrere Wochen lang ohne Kontakt zur Außenwelt festhält. Amnesty International hat auch Kenntnisse über Misshandlungen in dem Gefängnis.
Kurz nach dem Regierungswechsel absolvierten Anfang Februar 2017 Staatspräsident Adama Barrows die neu vereidigten Innenminister Mai Ahmad Fatty und Justizminister Abubacarr Tambadou einen Inspektionsbesuch im Gefängnis und berichteten von schlechten Bedingungen. Die Bedingungen im Gefängnis und Zellen sind überfüllt, feucht und schlecht belüftet vorgefunden geworden. Die Hygienebedingungen sind schlecht und der Mangel an Betten und Matratzen wurde festgestellt. Die Gefangenen sind teils gezwungen auf dem Boden zu schlafen. Fatty kündigte Reformen an, damit die Menschenrechte geachtet werden und die Rechtsstaatlichkeit eingehalten wird.